# Biblioteca Pública de Hoboken
La Biblioteca Pública de Hoboken (en inglés, Hoboken Public Library) es la biblioteca pública gratuita de Hoboken (Estados Unidos). Es miembro del Sistema Cooperativo de Bibliotecas del Condado de Bergen, un consorcio de bibliotecas municipales en los condados del noreste de Nueva Jersey de Bergen, Hudson, Passaic y Essex. La biblioteca se estableció gracias a la filantropía de Martha Bayard Stevens. El edificio se inauguró en 1897. Está incluido en el Registro de Lugares Históricos de Nueva Jersey y en el Registro Nacional de Lugares Históricos. 
La biblioteca también opera una pequeña sucursal en 124 Grand St., en el edificio del Centro Comunitario de Servicios Múltiples que alberga varios otros servicios municipales.